# Хьюз, Тед
Эдвард Джеймс Хьюз, известный как Тед Хьюз (англ. Edward (Ted) James Hughes; 17 августа 1930 — 28 октября 1998) — английский поэт и детский писатель. Критики обычно оценивают его как одного из лучших поэтов его поколения. Хьюз был британским поэтом-лауреатом с 1984 года до смерти.

## Биография
Родился 17 августа 1930 году в Майтолмройде в семье Уильяма Генри Хьюза и Эдит Хьюз. У Теда был старший брат — Джеральд и сестра Олвин. Сам Хьюз говорил: «Мои первые шесть лет сформировали всё».
Когда Хьюзу было семь, его семья переехала в Мексборо, Саут-Йоркшир. Он учился в средней школе Мексборо, где его учителя поощряли стремление писать.
В 1954 году окончил Пембрук-колледж Кембриджского университета. В 1959 году получил в Кембридже степень магистра гуманитарных наук. Первая поэтическая книга Хьюза «Ястреб под дождём» (англ. The Hawk in the Rain, 1957), восторженно встреченная критикой, была удостоена в 1957 году в Нью-Йорке премии за литературный дебют. Сборник включает лучшие стихотворения Хьюза, в том числе «Мысль-лиса» (англ. The Thought Fox).
Хьюз был женат на американской поэтессе Сильвии Плат в 1956—1962 годах. Его роль в их отношениях критически оценивалась некоторыми феминистками и особенно американскими почитателями творчества Плат после её самоубийства. Одной из причин самоубийства называется роман Хьюза с Асей Вевилл, женой и музой другого британского поэта, Дэвида Вевилла. Когда и его любовница Ася Вевилл покончила с собой (тем же способом, что и Плат, но при этом ещё и убив свою дочь, Шуру), появились инсинуации о том, что Хьюз был склонен к насилию. Хьюз никогда публично не отвечал на обвинения, но его последняя поэтическая работа, «Birthday Letters» (1998), исследовала их сложные отношения с Плат. Одним она открывала его в значительно лучшем свете, тогда как другим это казалась неудавшейся попыткой отвести вину от себя.

## Творчество и критика
Стихи Хьюза построены на свободных ассоциациях, резких контрастах, «плотских» метафорах, его отличает строгая ритмическая организация, графическая выпуклость словесного рисунка.Краткая литературная энциклопедия
В 2008 году газета The Times поставила Хьюза на 4-е место в списке «50 лучших британских писателей послевоенной эпохи». 22 марта 2010 года было объявлено, что в 2011 году поэт будет увековечен в Уголке поэтов Вестминстерского аббатства.

## Публикации на русском языке
- Железный человек / Пер. с английского М. Галиной. — М: Карьера Пресс, 2015.
- Стихи в журнале «Артикуляция» № 10, 2020 Пер. с английского Анатолия Кудрявицкого
- Ворон: Из жизни и песен Ворона / Перевод с англ. Дмитрия Манина. — СПб : Jaromír Hladík press, 2020. — 104 с., ил.